# Nichirei
K.K. Nichirei (japanisch 株式会社ニチレイ Kabushiki-gaisha Nichirei) ist ein japanisches Unternehmen, das im Bereich der Lebensmittelindustrie mit etwa 4 Mrd. Euro Umsatz und fast 15.000 Beschäftigten eines der größten Unternehmen dieser Sparte im Land darstellt.

## Geschichte

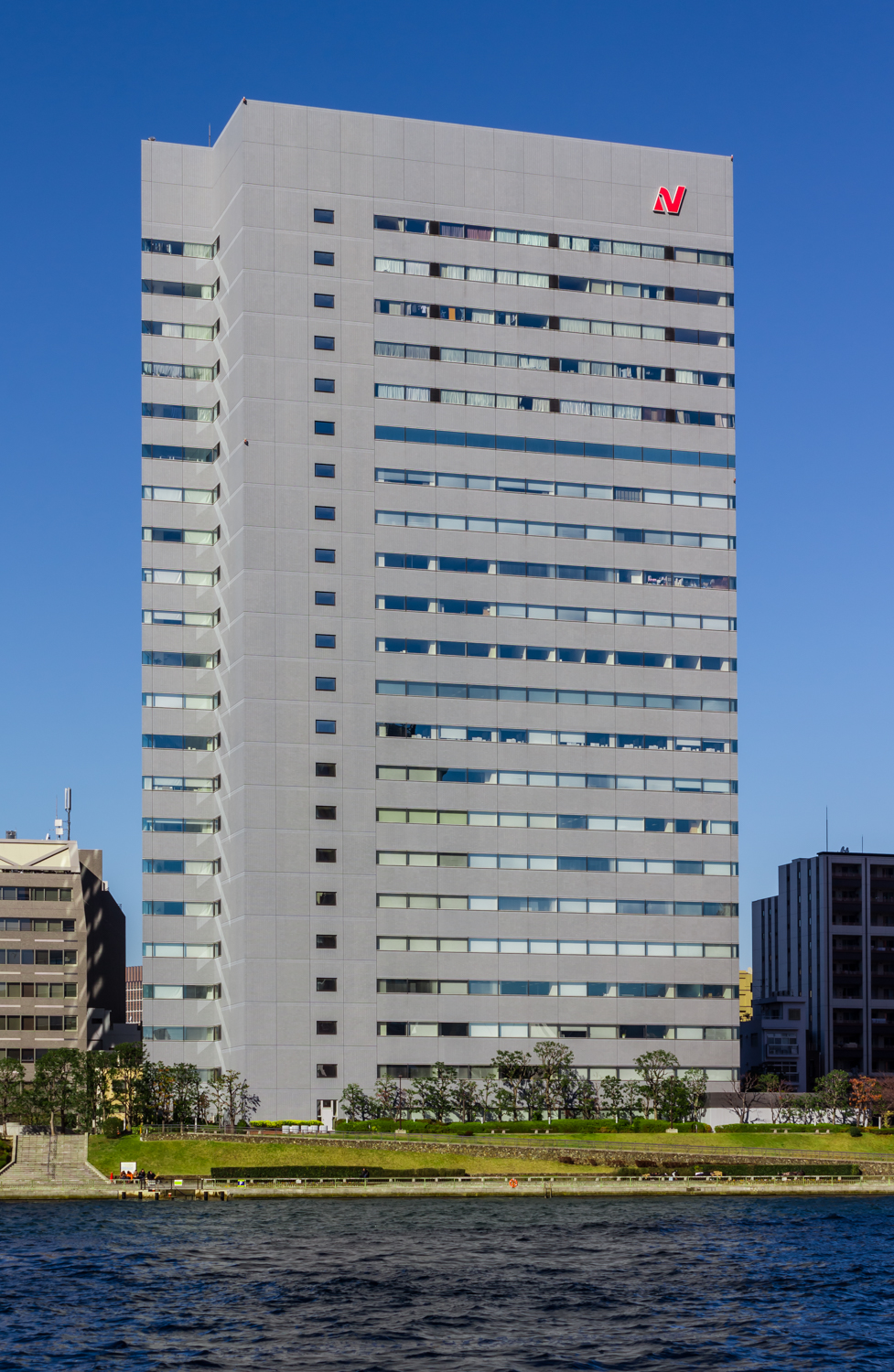
Das heutige Hauptquartier von Nichirei in Tokio

Ursprünglich wurde das Unternehmen am 24. Dezember 1942 als Teikoku Suisan Tōsei K.K. (帝国水産統制株式会社, engl. Teikoku Marine Products Control Company) gegründet: ein von der Regierung initiierter Zusammenschluss aus mehreren Fischereibetrieben, der während des Zweiten Weltkrieges die Nahrungsmittelproduktion aus dem Meer sicherstellen sollte. Da das staatliche Unternehmen im Krieg schwere Schäden erlitt, wurde es ab 1. Dezember 1945 als privat geführte Nippon Reizō K.K. (日本冷蔵株式会社) neu gegründet. Danach erweiterte sich bald das Angebot von marinen Produkten auf andere Nahrungsmittel wie Fleisch und Geflügel, um dem Bedarf der Bevölkerung gerecht zu werden. Ab etwa 1952 wurden aufgrund der steigenden Nachfrage nach gut lagerbaren und schnell zuzubereitenden Speisen in großem Stil Tiefkühlprodukte und Eis hergestellt, zuerst mit dem Fokus auf Schulen und anderen öffentlichen Kantinen und ab 1957 auch für den Heimbedarf. Da in den 1960ern in vielen Haushalten ein Kühlschrank verfügbar wurde, stieg der Anteil der an Privatkonsumenten verkauften Nahrungsmittel zusehends. In den 1980ern erlebte das Unternehmen im Zuge der Ölkrise und eigener Misswirtschaft schlechte Zeiten. Daher restrukturierte man das Unternehmen und entwickelte einen neuen Managementplan, zu dem auch die Umbenennung in Nichirei im Jahr 1985 zählte. Ab 1988 expandierte Nichirei nach Europa, darunter in die Niederlande, nach Deutschland, Polen und Frankreich.
Nichirei kam als erstes japanisches Unternehmen den von Norwegen seit den 1980ern initiierten Anstrengungen, den norwegischen Lachs auf den japanischen Markt zu bringen, entgegen, indem es 1995 erstmals tiefgekühltes Lachs-Sushi anbot. Dies führte nach anfänglicher Eingewöhnungsphase – da einheimisch produzierter Lachs am japanischen Markt nicht für Sushi verwendet wurde, aus Angst, Parasitenkrankheiten zu übertragen – in der Bevölkerung innerhalb weniger Jahre zu hoher Akzeptanz. Mit Lachs belegtes Sushi stellt heute eine der beliebtesten Zubereitungsarten nicht nur in Japan, sondern sogar weltweit dar.

## Produkte und Tochterunternehmen

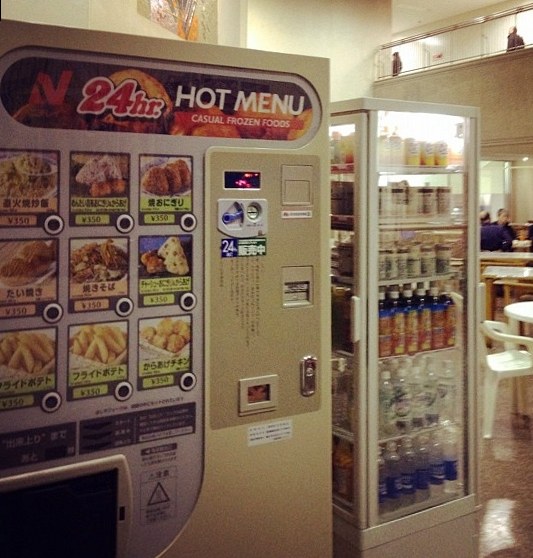
Ein Automat für Tiefkühlkost von Nichirei

Nichirei Fresh Inc. stellt primär Tiefkühlkost her und bietet auch Lösungen zur Lagerung und Kühlung von Lebensmitteln an. Ebenso existiert die Unternehmenssparte Nichirei Logistics Group, die ausschließlich auf Logistik spezialisiert ist. Das Immobiliengeschäft und die eigentliche Unternehmensführung ist in der Nichirei Corp. Holding Company verankert. Nichirei Biosciences Inc. ist im Bereich der Biotechnologie aktiv, wo unter anderem immunologische Forschung und Entwicklung von Antikörpern betrieben wird.
Weltweit existieren derzeit etwa 80 Tochterunternehmen und mit Nichirei assoziierte Unternehmen. Zuchtbetriebe bestehen in Thailand, das Unternehmen unterhält Subunternehmen in China, den USA und mehreren europäischen Ländern.